# 香川利春
香川 利春（かがわ としはる、1950年11月12日 - ）は、日本の制御工学者。東京工業大学名誉教授。SMC取締役。元日本フルードパワーシステム学会会長。元日本シミュレーション学会会長。

## 人物・経歴
1974年東京工業大学工学部制御工学科卒業。1986年東京工業大学工学博士。東京工業大学助手、東京工業大学講師、東京工業大学助教授を経て、1996年東京工業大学精密工学研究所教授。2004年日本シミュレーション学会会長。2012年日本フルードパワーシステム学会会長。2014年東京工業大学大学院総合理工学研究科教授。2015年SMC株式会社取締役。2016年東京工業大学特命教授。2018年東京工業大学名誉教授。2020年SMC株式会社取締役指名・報酬委員会委員。日本フローエネルギー研究会会長、浙江大学客座教授、南京理工大学客員教授なども歴任した。

## 受賞
- 日本油空圧学会論文賞 1980[6]
- 日本油空圧機器振興財団論文賞 1986[6]
- 日本油空圧機器振興財団論文賞 1988[6]
- 計測自動制御学会論文賞 蓮沼賞 1998[6]
- バース大学パワートランスミッションモーションコントロール最優秀論文賞 2000